# Eveline Wisse Smit
Eveline Hensel-Wisse Smit (7 maart 1982) is een voormalig Nederlands hockeyer.
Wisse Smit speelde in de jeugd hockey bij de Hilversumsche Mixed Hockey Club en MHC Laren en kwam uiteindelijk uit voor het  eerste damesteam waarmee ze in de hoofdklasse debuteerde. Ze speelde ook voor nationale jeugdelftallen. Vanaf 2000 kwam ze uit voor Amsterdam H&BC, in de hoofdklasse. In 2009 werd ze met Amsterdam landskampioen door in de finale de dames van Den Bosch te verslaan. Hierna nam ze definitief afscheid van het tophockey.
Na een korte periode bij KPMG is ze sinds 2008 werkzaam bij Natura Artis Magistra. In 2011 trouwde ze. 
Wisse Smit is een halfzus van Mabel Wisse Smit.